# Werewolf: The Forsaken
Werewolf: The Forsaken is een role-playing game van White Wolf Publishing, Inc. dat deel uitmaakt van de World of Darkness. Het is de opvolger van Werewolf: The Apocalypse. Het spel wordt vaak afgekort tot WtF.

## Personages
Spelers portretteren een Uratha. Een Uratha is een weerwolf die de materiële wereld moet beschermen van Spirits. Een mens die weerwolven onder zijn voorouders heeft, kan op een bepaald moment de First Change ondergaan. Dit is het eerste moment dat hij in een weerwolf verandert.
Elke weerwolf heeft een rol, het Auspice, en de meeste sluiten zich aan bij een Tribe.
Weerwolven tappen spirituele energie, Essence, af van de spirituele wereld en gebruiken die om hun bovennatuurlijke krachten, Gifts, te gebruiken.
Weerwolven maken gebruik van een eigen taal, de First Tongue, die ze vloeiend leren spreken.

### Auspices
Elke weerwolf heeft een Auspice. Dit is de traditionele rol die de weerwolf speelt in de weerwolvengemeenschap. Het Auspice wordt gekenmerkt door de maanstand waarbij de weerwolf zijn First Change onderging.
De Auspices worden in de First Tongue als volgt genoemd:
- Rahu: Volle maan. Deze weerwolven zijn krijgers.
- Cahalith: Bijna volle maan. Deze weerwolven zijn barden, zieners.
- Elodoth: Halve maan. Deze weerwolven zijn rechters, diplomaten.
- Ithaeur: Maansikkel. Deze weerwolven zijn shamans, priesters.
- Irraka: Nieuwe maan. Deze weerwolven zijn spionnen, verkenners.

### Tribes
De meeste weerwolven kiezen een Tribe. Een Tribe is een verzameling weerwolven die dezelfde filosofie en methode hanteren. Elke Tribe is verbonden met een machtige totem. Weerwolven die geen Tribe kiezen, worden Ghost Wolves genoemd en worden vaak met achterdocht bekeken. In elke Tribe zijn er nog facties, die Lodges worden genoemd.
De vijf Tribes heten als volgt:
- Blood Talons: Deze Tribe promoot een krijgerscode.
- Bone Shadows: Deze Tribe bevat occultisten die terug een goede band met de Spirits nastreven.
- Hunters in Darkness: Deze Tribe bewaren de Loci, plaatsen waar Essence te vinden is.
- Iron Masters: Deze Tribe staat dicht bij de mensen en maakt gebruik van technologie.
- Storm Lords: Deze Tribe tracht leiding te geven aan de weerwolven.

## Producten
Volgende producten zijn op de markt voor dit role-playing game.
| Referentienr. | Product                         |
| 30000         | Werewolf: The Forsaken          |
| 30100         | Lore of the Forsaken            |
| 30101         | Lodges                          |
| 30200         | Hunting Ground: The Rockies     |
| 30300         | Predators                       |
| 30301         | Blood of the Wolf               |
| 30303         | Blasphemies                     |
| 30700         | Werewolf: The Forsaken Dice     |
| 30701         | Werewolf Storyteller Screen     |
| 30702         | Werewolf Character Sheet Pad    |
| 30703         | Werewolf: The Forsaken Mousepad |